# Collonca
 Der er for få eller ingen kildehenvisninger i denne artikel, hvilket er et problem. Du kan hjælpe ved at angive troværdige kilder til de påstande, som fremføres i artiklen.

Collonca er en haleløs høne der lægger op til 3 æg om dagen. Den havde oprindeligt en hale i 1345, men efter længere evolution har collonca-hønen tilpasset sig det sydamerikanske klima uden dens hale.